# 국가 브랜드
국가 브랜딩(영어: nation branding)는 한 국가의 명성지수를 구체적으로 수량화/객관화시킨 지표이다.

## 개요
국가 브랜드 지수는 국민이나 기업 등 민간의 활동으로 향상할 수도 있고, 국가의 국가 홍보와 관리 등으로 인하여도 향상될 수 있다. 국가 브랜드 이미지는 한 국가의 경제적 성취에 지대한 영향을 미치는 것으로 여겨지고 있다. 현대에 소비자의 감성을 자극하는 브랜드/이미지 마케팅은 여러 기업들에 의해 이루어지고 있다. 이것은 광고 등의 행위로써 나타난다. 이것은 그것으로 상품이나 용역의 가치 및 경쟁력을 크게 향상시킬 수 있다. 예를 들어, 같은 품질과 디자인의 제품이라도, 브랜드가 떨어지는 기업/국가에서 생산된 제품보다는 국가 브랜드가 높은 기업/국가에서 생산된 제품이 더 비싸게 팔릴 수가 있다. 이유는 브랜드 가치가 높은 기업/국가에서 만들어진 상품일수록 소비자가 신용하게 되며 고급품이라고 생각하게 되는 경향이 나타나기 때문이다. 국가 브랜드는 국가적 차원에서의 그러한 경쟁력 요소를 뜻한다. 또한, 국가의 관광 수입 증대에도 영향을 미칠 것이다. 이 가치는 미래 시대로 갈수록 감성과 심리적 만족감과 같은 정서적 욕구를 추구하게 될 소비자의 증가로 인하여 더욱 중요성이 강조될 것이다. 덴마크의 미래학자 롤프 옌센은 이러한 판매 전략적 가치가 중요시될 경제사회를 드림 소사이어티라고 부른다.

## US News 최고의 나라 지수
이 자료는 US News가 2021년 발표한 국가 브랜드 순위이다.
| 국가 순위 | 국가         | 점수 | 전년대비 점수변화 |
| --------- | ------------ | ---- | ----------------- |
| 1         | 캐나다       | 100  | 0.6               |
| 2         | 일본         | 99.1 | 1.2               |
| 3         | 독일         | 98.0 | 1.5               |
| 4         | 스위스       | 97.3 | 0                 |
| 5         | 호주         | 96.6 | 1.3               |
| 6         | 미국         | 93.3 | 0.9               |
| 7         | 뉴질랜드     | 92.6 | 5.1               |
| 8         | 영국         | 92.3 | -0.3              |
| 9         | 스웨덴       | 90.6 | 1.2               |
| 10        | 네덜란드     | 88.3 | 0.1               |
| 11        | 프랑스       | 87.1 | -0.1              |
| 12        | 덴마크       | 83.5 | 0.5               |
| 13        | 노르웨이     | 83.3 | -4.3              |
| 14        | 싱가포르     | 83.0 | 8.2               |
| 15        | 대한민국     | 81.4 | 14.6              |
| 16        | 이탈리아     | 78.7 | 5.8               |
| 17        | 중국         | 78.0 | 0.3               |
| 18        | 핀란드       | 76.1 | -3.8              |
| 19        | 스페인       | 69.3 | 2.5               |
| 20        | 벨기에       | 68.1 | 0                 |
| 21        | 오스트리아   | 67.5 | -1.3              |
| 22        | 아랍에미리트 | 66.9 | 9.5               |
| 23        | 아일랜드     | 65.3 | 0                 |

## 모노클 소프트 파워 조사
모노클(Monocle)은 한 해에 한 번 이루어지는 소프트 파워 조사를 공개하였는데, 이 조사는 소프트 파워에 따라 국가를 나열하고 있다. 문화적 임무와 올림픽 메달의 수, 아키텍처 및 비즈니스 브랜드의 품질을 포함한 50가지 요인들로 계산한다.
| 2021 순위 | 나라     |
| --------- | -------- |
| 1         | 독일     |
| 2         | 대한민국 |
| 3         | 프랑스   |
| 4         | 일본     |
| 5         | 대만     |
| 6         | 스위스   |
| 7         | 뉴질랜드 |
| 8         | 스웨덴   |
| 9         | 그리스   |
| 10        | 캐나다   |

## 같이 보기
- 브랜드
- 명성
- 판매
- 국가